# Max Schlee

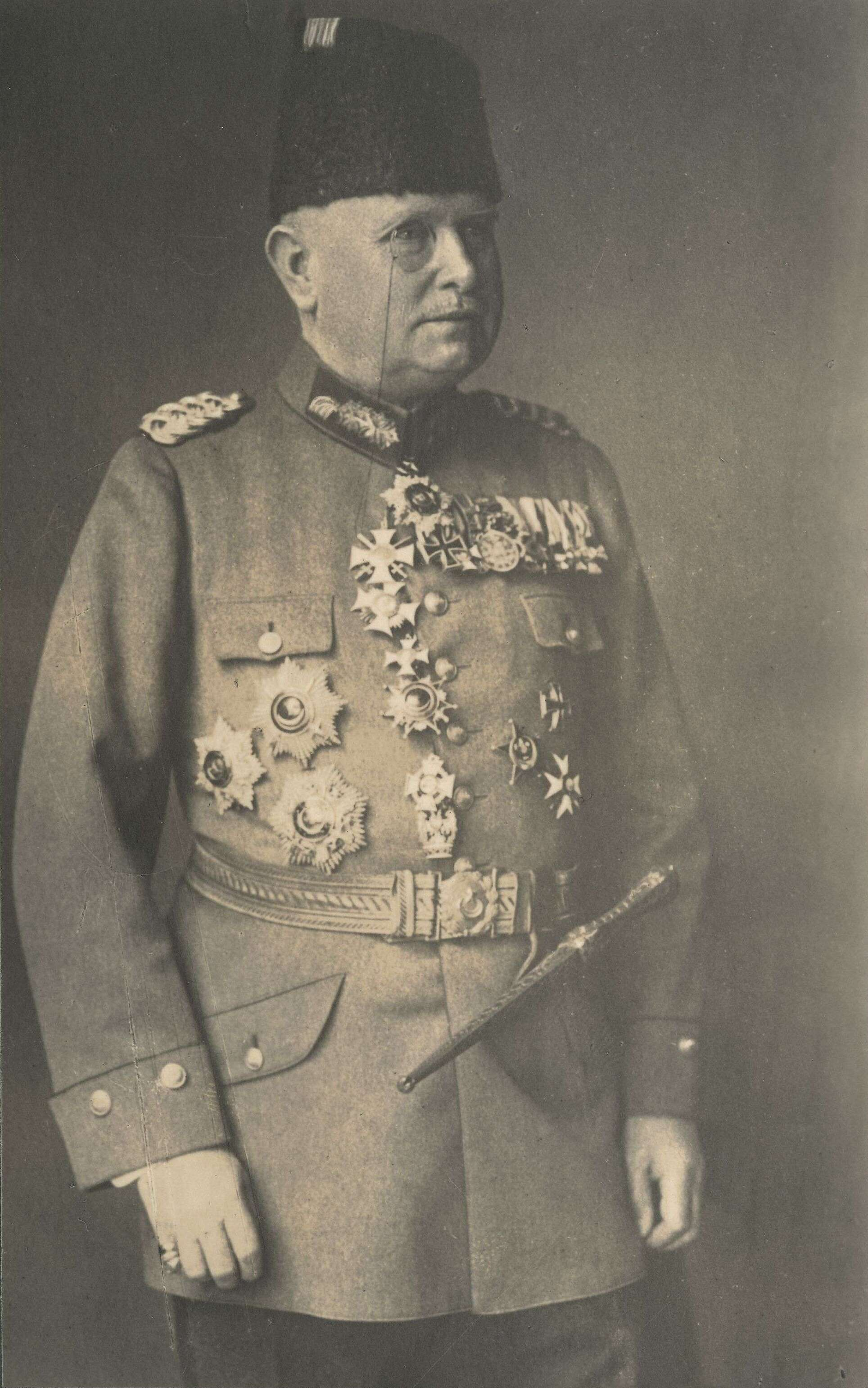
Max Schlee-Pascha

Max Alois Schlee, auch Schlee-Pascha (* 24. September 1866 in Stuttgart; † 11. November 1945 in Berlin-Charlottenburg) war ein württembergischer Generalmajor, der auch als Generalinspekteur der türkischen Feldartillerie in osmanischen Diensten gestanden hatte.

## Leben
Gleich nach dem Besuch der Schule trat Schlee am 1. Oktober 1884 in das 2. Feldartillerie-Regiment Nr. 29 der Württembergischen Armee ein. Dort wurde er am 6. Februar 1886 zum Sekondeleutnant befördert. Unter Beförderung zum Hauptmann wurde Schlee am 1. Oktober 1899 zum Adjutanten der 26. Feldartillerie-Brigade ernannt. Am 25. Februar 1903 folgte seine Kommandierung nach Preußen in das 2. Unter-Elsässische Feldartillerie-Regiment Nr. 67. Kurz darauf ernannte man ihn hier zum Batteriechef. Von Februar bis Ende Mai 1905 absolvierte Schlee einen Lehrgang an der Feldartillerie-Schießschule in Jüterbog. Schlee erhielt am 10. September 1908 den Charakter als Major und trat unter Verleihung eines Patents zu diesem Dienstgrad am 19. November 1908 zum Stab des Feldartillerie-Regiments „von Holtzendorff“ (1. Rheinisches) Nr. 8 in Saarlouis über. In gleicher Stellung wurde Schlee am 19. Juli 1911 dem Mansfelder Feldartillerie-Regiment Nr. 75 in Halle (Saale) überwiesen und dort ab 18. August 1911 als Abteilungskommandeur verwendet. Von dieser Stellung zum 1. Oktober 1913 entbunden, trat Schlee wieder in den Regimentsstab ein.
Anfang 1914 wurde Schlee von seinem Kommando nach Preußen entbunden und mit der Uniform des Feldartillerie-Regiments „Prinzregent Luitpold von Bayern“ (2. Württembergisches) Nr. 29 zwecks Übertritt in osmanische Dienste zu den Offizieren von der Armee überführt. Er war Mitglied der deutschen Militärmission im Osmanischen Reich. Dort bekleidete er den Posten des Generalinspekteurs der türkischen Feldartillerie im Rang eines Kommandierenden Generals. Von 1915 bis 1918 war er im türkischen „Großen Hauptquartier“ in Konstantinopel tätig. Für seine Verdienste ehrte ihn Sultan Mehmed V. durch die Verleihung des Titels eines Paschas. Außerdem zeichnete er Schlee mit dem Osmanje-Orden II. Klasse mit Stern und Schwertern, dem Mecidiye-Orden II. Klasse mit Stern sowie der Goldenen Liakat-Medaille aus.
Der württembergische König verlieh Schlee das Komturkreuz II. Klasse des Friedrichs-Ordens mit Schwertern, das Ehrenkreuz des Ordens der Württembergischen Krone mit Schwertern und das Ritterkreuz des Militärverdienstordens.
Nach Kriegsende und Rückkehr in die Heimat erhielt Schlee am 10. Juli 1919 den Charakter als Generalmajor. Er studierte später in Berlin Rechtswissenschaften und Nationalökonomie. Danach war er in der freien Wirtschaft tätig.
Schlee verheiratete sich am 10. Mai 1894 in Berlin mit Paula von Reclam (1870–1958). Die Ehe wurde im Jahr 1925 wieder geschieden. Die gemeinsame Tochter Marie-Elisabeth heiratete 1918 Friedrich Gustav Jaeger. Er verstarb 79-jährig am 11. November 1945 in seiner Wohnung in der Mommsenstraße in Berlin-Charlottenburg.

## Werke
- Meine Studienreise nach der Türkei im Mai 1933. In: Orient-Rundschau. 15, 7, 1. Juli 1933.
- mit Max Eltester: Geschichte der Rheinischen Feldartillerie bis zu ihrer Teilung in vier Regimenter. E.S. Mittler & Sohn, Berlin 1910.